# 파랑 (칼)

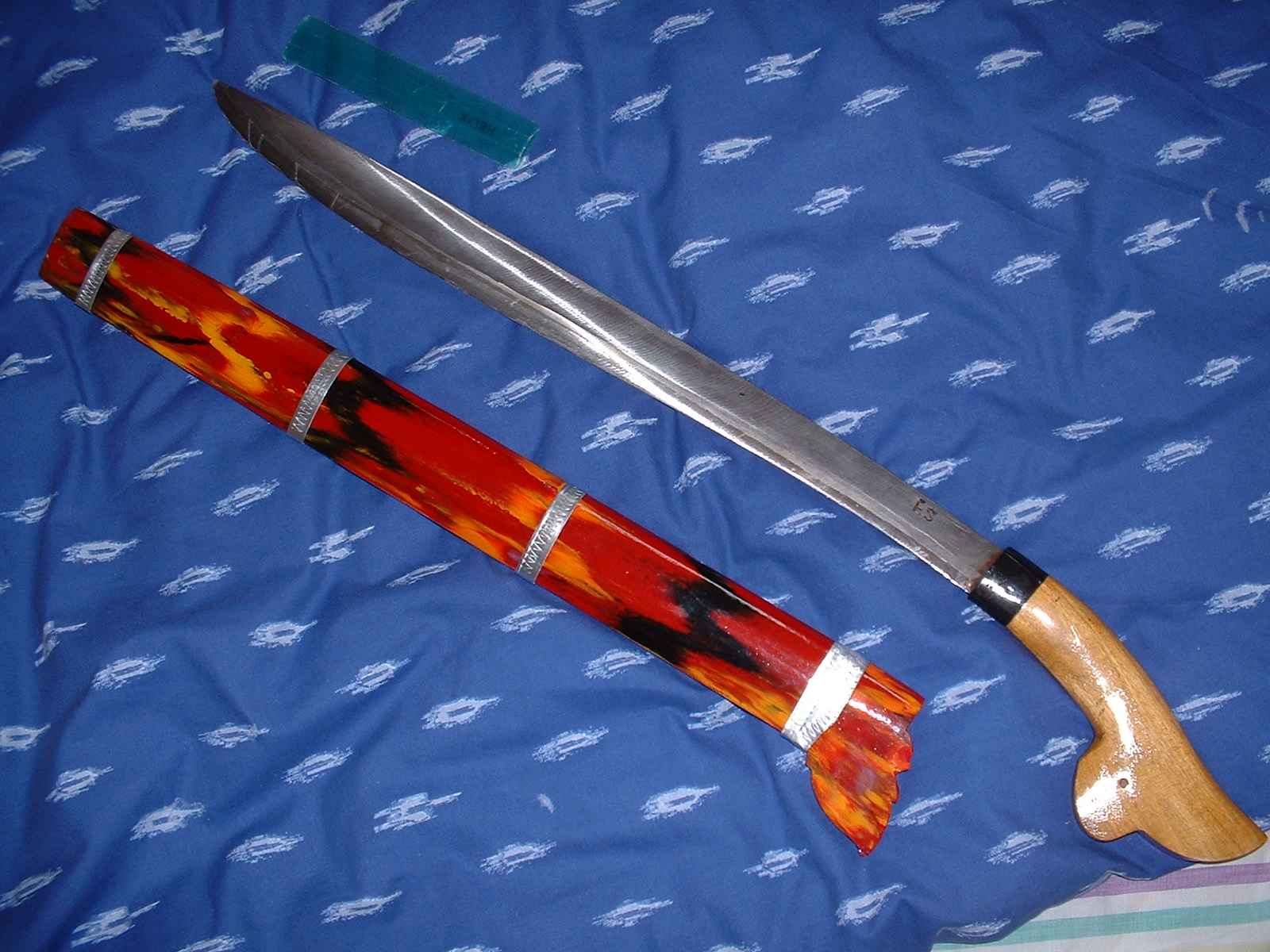

파랑(Parang)은 말레이 사람, 특히 보로네오의 디야크족이 생활 도구 또는 무기로 사용하는 크고 묵직한 단도이다.

## 디자인
동남아시아의 일반적인 식물은 남아메리카보다 나무가 더 많으므로 파랑은 더 무거운 칼날과 손잡이 앞쪽에 있는 "스위트 스팟"을 사용하여 더 강한 자르기 작업에 최적화되어 있다. 또한 칼날은 절단 부위에 묶이는 것을 방지하기 위해 더 둔하게 경사져 있다. 이것은 인도네시아 골록과 동일한 근거와 (실질적인 측면에서) 동일한 디자인이며 필리핀 볼로와 매우 유사하다. 파랑 칼날의 길이는 10~36인치(25.4~91.44cm)이다. 파랑의 무게는 최대 0.9kg이며 가장자리는 일반적으로 볼록한 그라인드를 사용한다. 파랑에는 세 가지 다른 가장자리가 있다. 앞면은 매우 날카로워 껍질을 벗기는 데 사용되고, 가운데는 더 넓어서 자르는 데 사용되며, 뒤쪽 끝(손잡이 근처)은 매우 가늘어 조각에 사용된다. 파랑 손잡이는 일반적으로 나무나 뿔로 만들어지며, 젖은 상태에서 미끄러지는 것을 방지하기 위해 끝이 넓다. 파랑의 탱은 일반적으로 히든탱 디자인이지만 풀탱(full tang) 디자인도 가능하다.

## 같이 보기
- 쿠크리